# Dompierre-les-Ormes
Dompierre-les-Ormes és un municipi francès, situat al departament de Saona i Loira i a la regió de Borgonya - Franc Comtat. L'any 2007 tenia 851 habitants.

## Demografia

### Població
El 2007 la població de fet de Dompierre-les-Ormes era de 851 persones. Hi havia 369 famílies, de les quals 118 eren unipersonals (48 homes vivint sols i 70 dones vivint soles), 133 parelles sense fills, 111 parelles amb fills i 7 famílies monoparentals amb fills.
La població ha evolucionat segons el següent gràfic:
Habitants censats

### Habitatges
El 2007 hi havia 538 habitatges, 373 eren l'habitatge principal de la família, 113 eren segones residències i 51 estaven desocupats. 472 eren cases i 62 eren apartaments. Dels 373 habitatges principals, 248 estaven ocupats pels seus propietaris, 107 estaven llogats i ocupats pels llogaters i 18 estaven cedits a títol gratuït; 19 tenien una cambra, 30 en tenien dues, 55 en tenien tres, 101 en tenien quatre i 167 en tenien cinc o més. 304 habitatges disposaven pel capbaix d'una plaça de pàrquing. A 166 habitatges hi havia un automòbil i a 157 n'hi havia dos o més.

### Piràmide de població
La piràmide de població per edats i sexe el 2009 era:
| Homes | Edats   | Dones |
| ----- | ------- | ----- |
| 4     | 95 o +  | 0     |
| 4     | 90 a 94 | 12    |
| 4     | 85 a 89 | 4     |
| 0     | 80 a 84 | 12    |
| 8     | 75 a 79 | 24    |
| 28    | 70 a 74 | 24    |
| 24    | 65 a 69 | 32    |
| 32    | 60 a 64 | 32    |
| 20    | 55 a 59 | 28    |
| 20    | 50 a 54 | 36    |
| 40    | 45 a 49 | 8     |
| 16    | 40 a 44 | 36    |
| 32    | 35 a 39 | 12    |
| 16    | 30 a 34 | 28    |
| 36    | 25 a 29 | 24    |
| 20    | 20 a 24 | 12    |
| 20    | 15 a 19 | 28    |
| 20    | 10 a 14 | 20    |
| 44    | 5 a 9   | 12    |
| 20    | 0 a 4   | 20    |

## Economia
El 2007 la població en edat de treballar era de 502 persones, 363 eren actives i 139 eren inactives. De les 363 persones actives 329 estaven ocupades (185 homes i 144 dones) i 34 estaven aturades (12 homes i 22 dones). De les 139 persones inactives 70 estaven jubilades, 29 estaven estudiant i 40 estaven classificades com a «altres inactius».

### Ingressos
El 2009 a Dompierre-les-Ormes hi havia 393 unitats fiscals que integraven 903 persones, la mediana anual d'ingressos fiscals per persona era de 15.285 €.

### Activitats econòmiques
Dels 56 establiments que hi havia el 2007, 4 eren d'empreses alimentàries, 1 d'una empresa de fabricació d'elements pel transport, 4 d'empreses de fabricació d'altres productes industrials, 14 d'empreses de construcció, 15 d'empreses de comerç i reparació d'automòbils, 2 d'empreses de transport, 3 d'empreses d'hostatgeria i restauració, 5 d'empreses financeres, 1 d'una empresa immobiliària, 3 d'empreses de serveis, 2 d'entitats de l'administració pública i 2 d'empreses classificades com a «altres activitats de serveis».
Dels 23 establiments de servei als particulars que hi havia el 2009, 1 era una oficina d'administració d'Hisenda pública, 1 gendarmeria, 1 oficina de correu, 2 oficines bancàries, 2 tallers de reparació d'automòbils i de material agrícola, 3 paletes, 1 guixaire pintor, 3 fusteries, 3 lampisteries, 1 electricista, 1 empresa de construcció, 1 perruqueria, 1 veterinari, 1 restaurant i 1 agència immobiliària.
Dels 10 establiments comercials que hi havia el 2009, 1 era una botiga de més de 120 m², 4 fleques, 2 carnisseries, 1 una peixateria, 1 una llibreria i 1 una sabateria.
L'any 2000 a Dompierre-les-Ormes hi havia 44 explotacions agrícoles que ocupaven un total de 2.130 hectàrees.

## Equipaments sanitaris i escolars
L'únic equipament sanitari que hi havia el 2009 era una farmàcia.
El 2009 hi havia una escola elemental integrada dins d'un grup escolar amb les comunes properes formant una escola dispersa.

## Poblacions més properes
El següent diagrama mostra les poblacions més properes.